# Liste der Biografien/Bof
Liste der Biografien |
Portal Biografien |
Personensuche
# |
A |
B |
C |
D |
E |
F |
G |
H |
I |
J |
K |
L |
M |
N |
O |
P |
Q |
R |
S |
T |
U |
V |
W |
X |
Y |
Z |
?
 
Ba |
Be |
Bd |
Bg |
Bh |
Bi |
Bj |
Bl |
Bm |
Bn |
Bo |
Br |
Bs |
Bu |
Bw |
By |
Bz
 
Boa–Boc |
Bod |
Boe |
Bof |
Bog |
Boh |
Boi–Bok |
Bol |
Bom |
Bon |
Boo |
Bop |
Boq |
Bor |
Bos |
Bot |
Bou |
Bov–Boz
Die Liste der Biografien führt alle Personen auf, die in der deutschsprachigen Wikipedia einen Artikel haben. Dieses ist eine Teilliste mit 35 Einträgen von Personen, deren Namen mit den Buchstaben „Bof“ beginnt.

## Bof

### Bofa
- Bofane, In Koli Jean (* 1954), kongolesisch-belgischer Schriftsteller
- Bofarull y de Sartorio, Manuel (1816–1892), katalanischer Historiker und Archivar
- Bofarull, Antoni de (1821–1892), spanischer Autor, Historiker, Romanist, Katalanist und Grammatiker

### Boff
- Boff, Clodovis (* 1944), brasilianischer Befreiungstheologe
- Boff, Leonardo (* 1938), brasilianischer TheologeLeonardo Boff (* 1938)

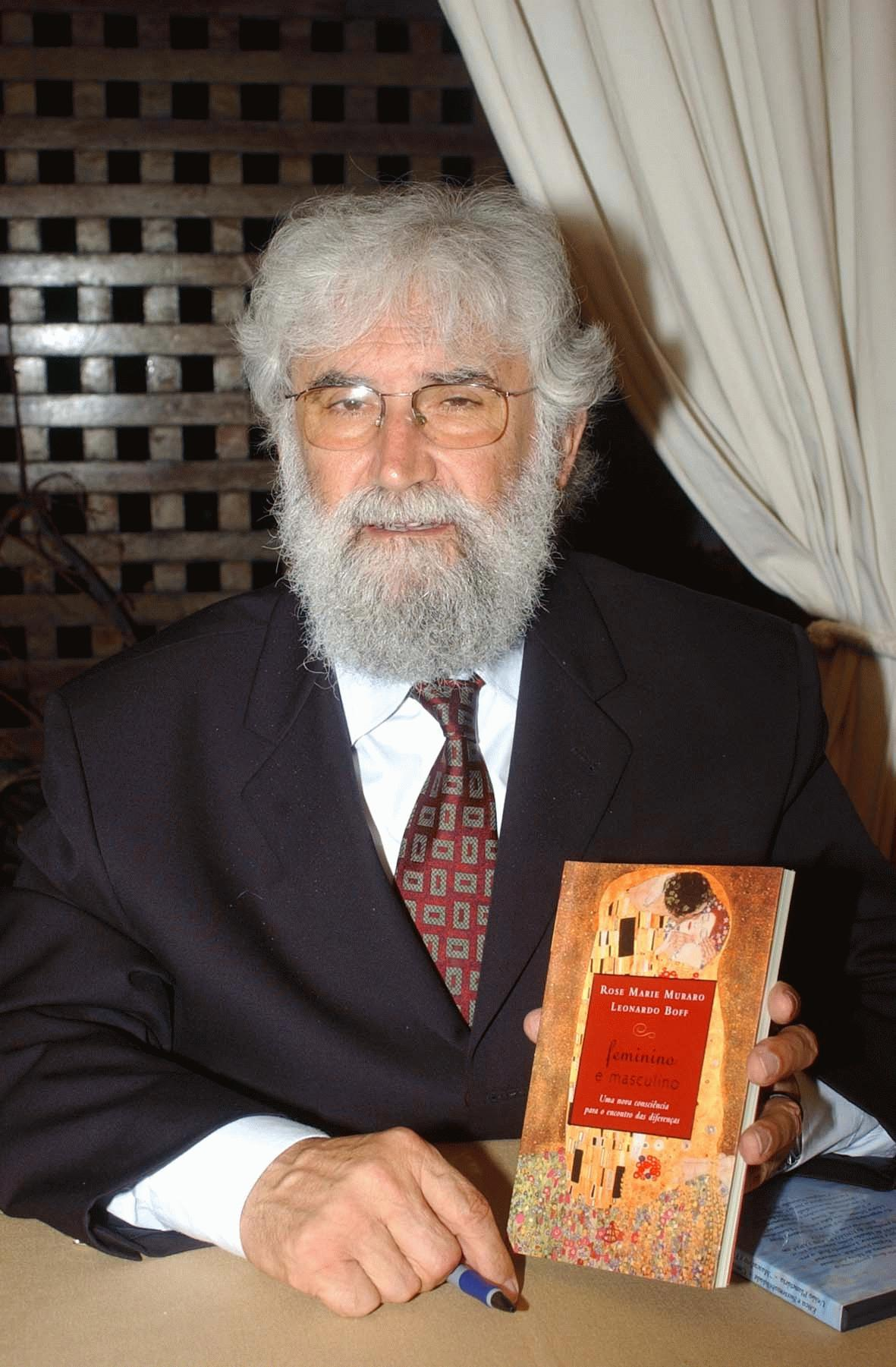
Leonardo Boff (* 1938)

- Boffa, Angelo (* 1976), Unternehmer, Schauspieler und Filmproduzent
- Boffa, François de, Schweizer Fechter
- Boffa, Giuseppe (1923–1998), italienischer Journalist, Historiker und Politiker
- Boffa, Marinho (* 1960), brasilianischer Pianist, Arrangeur und Komponist
- Boffa, Mennato (1929–1996), italienischer Autorennfahrer
- Boffa, Paul (1890–1962), maltesischer Politiker und Premierminister
- Boffa, Stefania (* 1988), Schweizer Tennisspielerin
- Boffard, Florent (* 1964), französischer Pianist und Musikpädagoge
- Boffelli, Emiliano (* 1995), argentinischer Rugby-Union-Spieler
- Bofferding, Carlo (* 1941), luxemburgischer Fußballspieler
- Bofferding, Taina (* 1982), luxemburgische Politikerin, Parlamentsabgeordnete und Ministerin
- Boffety, Jean (1925–1988), französischer Kameramann
- Boffey, Isabelle (* 2000), britische Mittelstreckenläuferin
- Boffi, Aldo (1915–1987), italienischer Fußballspieler
- Boffin, Danny (* 1965), belgischer Fußballspieler und -trainer
- Boffin, Fabienne (* 1963), französische Judoka
- Boffin, Henri M. J. (* 1965), belgischer Astronom und Asteroidenentdecker
- Boffin, Pierre (1907–1992), deutsch-französischer Maler
- Boffin, Ruud (* 1987), belgischer Fußballtorhüter
- Boffo, Dino (* 1952), italienischer Journalist
- Boffrand, Germain (1667–1754), französischer Architekt

### Bofi
- Bofill, Angela (1954–2024), US-amerikanische R&B-Sängerin
- Bofill, Ricardo (1939–2022), spanischer Architekt der Postmoderne
- Bofinger, Hans (1912–1946), deutscher nationalsozialistischer Funktionär
- Bofinger, Helge (1940–2018), deutscher Architekt und Hochschullehrer
- Bofinger, Hugo (1876–1946), deutscher Arzt und Bakteriologe
- Bofinger, Jörg (* 1967), deutscher Archäologe und Denkmalpfleger
- Bofinger, Manfred (1941–2006), deutscher Grafiker und Cartoonist
- Bofinger, Peter (* 1954), deutscher Ökonom, Hochschullehrer, einer der WirtschaftsweisenPeter Bofinger (* 1954)

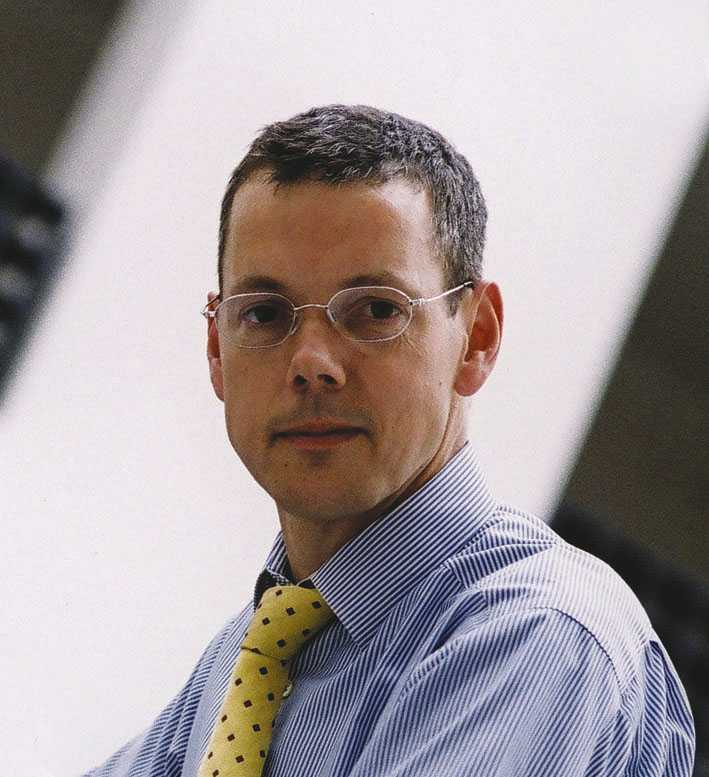
Peter Bofinger (* 1954)

### Bofo
- Bofondi, Giuseppe (1795–1867), italienischer Kardinal und Kardinalstaatssekretär